# Sibley (Dakota del Norte)
Sibley es una ciudad ubicada en el condado de Barnes en el estado estadounidense de Dakota del Norte. En el censo de 2010 tenía una población de 30 habitantes y una densidad poblacional de 263,25 personas por km².

## Geografía
Sibley se encuentra ubicada en las coordenadas 47°13′7″N 97°57′55″O / 47.21861, -97.96528. Según la Oficina del Censo de los Estados Unidos, Sibley tiene una superficie total de 0.11 km², de la cual 0.11 km² corresponden a tierra firme y (0%) 0 km² es agua.

## Demografía
Según el censo de 2010, había 30 personas residiendo en Sibley. La densidad de población era de 263,25 hab./km². De los 30 habitantes, Sibley estaba compuesto por el 96.67% blancos, el 0% eran afroamericanos, el 3.33% eran amerindios, el 0% eran asiáticos, el 0% eran isleños del Pacífico, el 0% eran de otras razas y el 0% pertenecían a dos o más razas. Del total de la población el 0% eran hispanos o latinos de cualquier raza.